# Dodge Colt
El Dodge Colt y sus similares, el Plymouth Colt y el Plymouth Champ, fueron automóviles subcompactos vendidos por Dodge y Plymouth entre 1970 y 1994. Con la introducción en 1994 del Dodge/Plymouth Neon, Chrysler ya no necesitaba continuar con la venta del modelo Colt.

## Primera Generación
Introducido en 1970 como modelo del año 71, la primera generación del Dodge Colt era un gemelo del Mitsubishi Colt Galant. Disponible como un cupé de dos puertas, con columnas, techo duro de 2 puertas, sedán de 4 puertas y un wagon de 5 puertas, el Colt tuvo un motor 1597 cc (97.5 pulgadas cúbicas) y cuatro cilindros. El diseño cuerpo-único fue el tradicional, que tuvo motor delantero y tracción trasera con puntales MacPherson en el frente y un eje trasero vivo. La transmisión estándar es manual de 4 velocidades, con una transmisión automática de 3 velocidades.

## Segunda generación
A partir de los fundamentos del modelo de primera generación, los sedanes y cupés del Galant recibieron un nuevo cuerpo, un poco más redondo, en 1973, mientras que los demás autos continuaron con el viejo cuerpo y la nueva nariz. La nueva versión se convirtió en el Dodge Colt de 1974 en los EE.UU., disponible con las mismas carrocerías que la primera generación. El motor de base también siguió siendo el mismo, pero con un mayor G52B. "Astron" se convirtió en un motor opcional (de serie en el cupé GT). Este desarrollaba 96 hp a 5.500 rpm. Las potencias variaban desde 79 hasta 83 hp para el motor más pequeño y de 89 a 96 hp para el motor más grande, según las diferentes publicaciones.

## Tercera generación

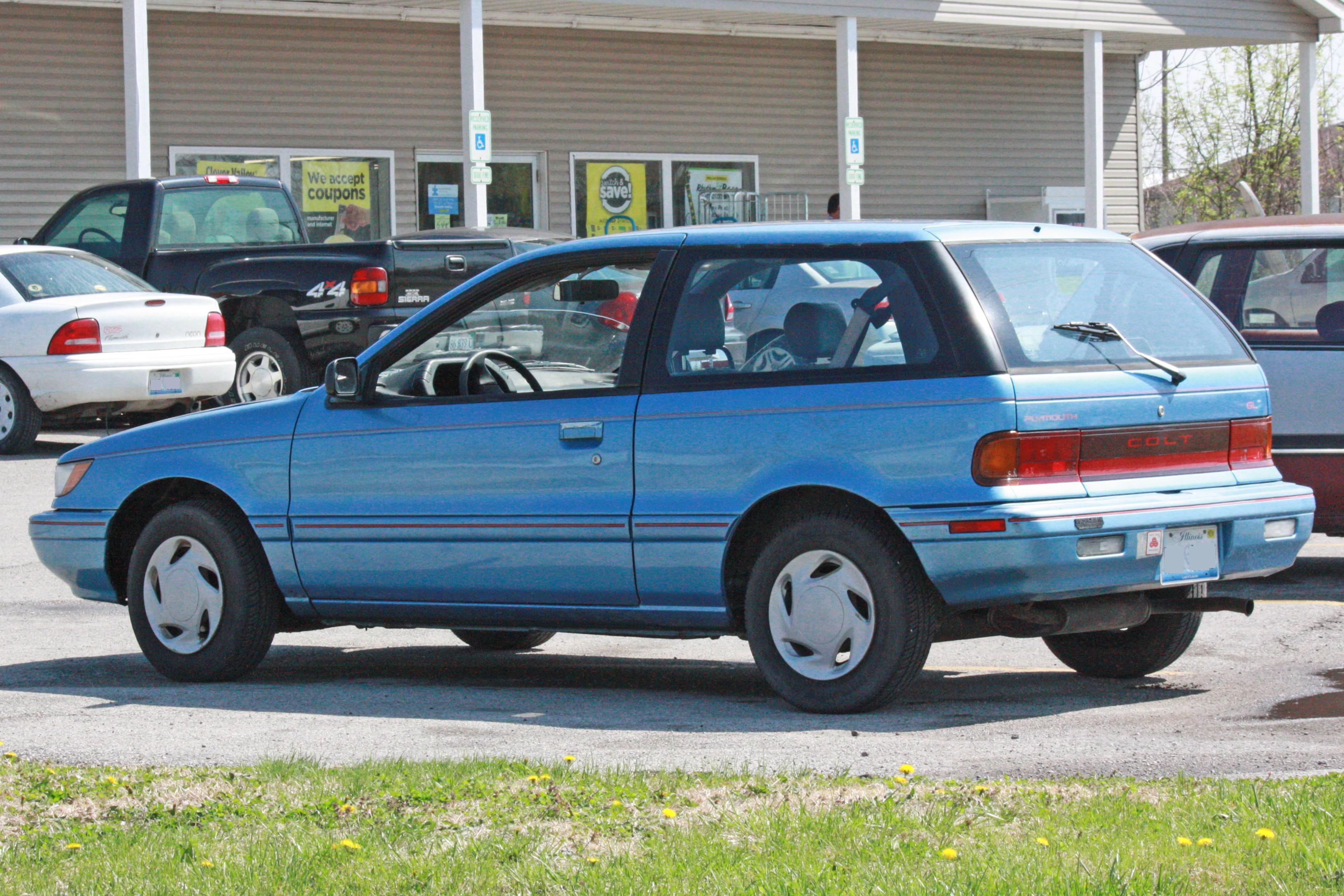
Reverso Plymouth Colt.

La tercera generación del Dodge Colt se hizo efectiva por dos líneas: cupé y sedán, basada en la serie Lancer, mientras que la línea wagon se basó en el por aquel entonces nuevo Mitsubishi Galant Sigma. A fines de 1976, para el año 1977, el más pequeño de la serie A70 del Mitsubishi Lancer se convirtió en el Dodge Colt, con el cupé de dos puertas y cuatro puertas sedán. Mientras que la distancia entre ejes fue solo ligeramente inferior a la del Colt de segunda generación, la longitud total se redujo desde 171,1 hasta 162,6 pulgadas (4.346 a 4.130 mm). El nuevo Colt se refiere también como el "Creador del Kilometraje" el Dodge Colt fue diferente de su predecesor de mayor tamaño. El Cupé de segunda generación y las versiones Wagon se mantuvieron para el año 1977. 

## Cuarta generación
Desde 1979, el Dodge Colt y el Plymouth Champ fueron aplicados a la tracción delantera del Mitsubishi Mirage. El Colt y el Champ (Plymouth Colt a partir de 1982) fue un hatchback de 3 puertas, y llevó niveles de equipamiento estándar o personalizados. Estas importaciones utilizaron una potencia de 70 hp del Mitsubishi 4G33 Orion de 1.4 litros OHC de cuatro cilindros en un primer momento, pero se unió al motor de 1,6 litros del motor 4G32 de Saturn (80 hp) a finales de año.  Hubo transmisiones manuales y una transmisión automática disponible. Hubo un motor KM110 de cuatro velocidades de transmisión manual o un "Memory Twin" (versión de la transmisión que utiliza una caja transfer de dos velocidades para dar 8 velocidades adelante y 2 atrás). También estaba la opción de una transmisión manual de 5 velocidades KM119 o TorqueFlite con tres velocidades de transmisión automática. 

## Quinta generación
En 1984, la quinta generación del Dodge / Plymouth Colt apareció como modelo del año 1985. Un carburador de 68 CV 1.468 cc de cuatro cilindros fue el motor de base, mientras que el exclusivo Premier sedán de cuatro puertas y GTS Turbo recibieron el 4G32BT turboalimentado de 1.6 litros ya visto en el modelo del año pasado, de los Colts anteriores. Por primera vez en los Colts FWD fue la disponibilidad de una carrocería sedán de tres volúmenes, aunque esto ya no estaba disponible después de 1986. Desde 1988 (y que duró hasta 1991), este coche se comercializa también como el Eagle Vista en Canadá.

## Sexta generación
Desde la desaparición del Dodge Omni / Plymouth Horizon en 1990, el Colt fue un subcompacto solo en las alineaciones de Dodge y Plymouth. El sedán Colt no se vendió en los Estados Unidos para la sexta generación (a pesar de que fue vendido en Canadá ), ya que sería reemplazado por el Dodge Shadow / Plymouth Sundance liftbacks de 1989. El sedán Dodge / Plymouth Colt regresó para 1993-1994 como una variante del Eagle Summit. El Dodge / Plymouth Colt, Eagle Summit, y Mitsubishi Mirage de esta generación utilizan un motor 1.5 o 1.6 litros de cuatro cilindros en línea.

## Séptima generación
No fue muy diferente del Mirage. El Colt y otros vehículos similares fueron utilizados también en rallyes , tanto en los Estados Unidos como en el extranjero. El Colt fue el más utilizado de estas variantes, que aparecen en los eventos a través de los años 1970 y 1980. El Colt se ha ejecutado a un tercer lugar en la primera deriva Sno * rally en 1973, y repitió la hazaña al año siguiente, así como una tercera vez en 1982.